# Narabayashi Chinzan

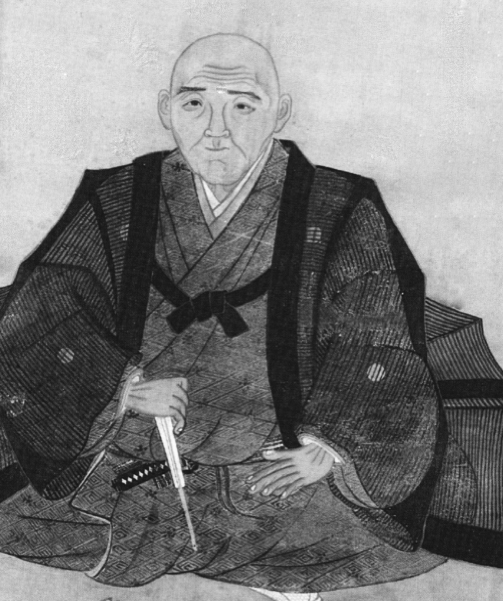
Narabayashi Chinzan im Alter (aus einer zeitgenössischen Hängerolle)

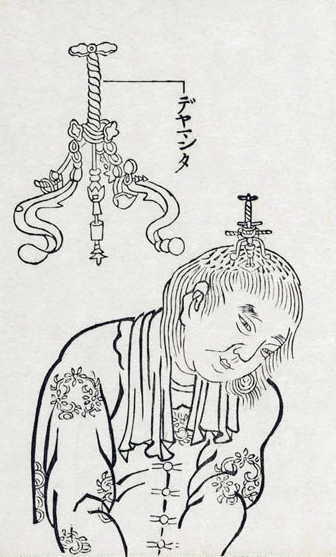
Abbildung einer Trepanation im „Bildlexikon der Chirurgie“ (Geka kinmōzu’i, 1767), von Irako Mitsuaki übernommen aus Narabayashis Kōi Geka sōden

Narabayashi Chinzan (jap. 楢林 鎮山; * 26. Januar 1649 in Nagasaki, Provinz Hizen; † 16. Mai 1711 daselbst) war ein japanischer Dolmetscher und Arzt der Edo-Zeit, der eine einflussreiche Rolle in der frühen Verbreitung der westlichen Medizin in Japan spielte wie auch als Informant westlicher Japanforscher wie Andreas Cleyer und Engelbert Kaempfer. Er gilt als einer der herausragenden Repräsentanten der sogenannten „Nagasaki-Hollandkunde“ (Nagasaki Rangaku 長崎蘭学).

## Leben
1641 verlegte die Niederländische Ostindien-Kompanie (VOC) auf Befehl der Tokugawa-Regierung (Bakufu) ihren Sitz von Hirado auf die künstliche Insel Dejima in der Bucht von Nagasaki. Von nun an standen die dort arbeitenden Europäer unter der Kontrolle des von der Regierung eingesetzten Nagasaki-Gouverneurs, und die Sprachmittlung war einer kleinen Gruppe von „Holland-Dolmetschern“ (Oranda-tsūji) vorbehalten. Wenn nicht außergewöhnliche Vorgänge zur Auflösung des Dienstverhältnisses führten, blieb dieses Amt bis ins 19. Jh. in der betreffenden Dolmetscherfamilie. Einige darunter nutzten ihre privilegierte Position im europäisch-japanischen Austausch und machten sich durch Exzerpte, Schriften und Ausbildung von Schülern einen Namen als Spezialisten für Medizin und andere Bereiche westlichen Wissens.
Narabayashi Chinzan wurde 1649 in Nagasaki geboren. Im Laufe seines Lebens wechselte er mehrmals seinen Rufnamen (Hikoshirō, Shingobei, Shin’emon). Als Gelehrter wurde er unter dem Namen Chinzan bekannt. Im Alter schor er sich die Haare und nahm den Mönchsnamen Eikyū an. Wie alle Söhne der Dolmetscher hatte er seit seiner Kindheit Zutritt zur Handelsniederlassung der „Rotschöpfe“ (kōmōjin), um sich die für seine spätere Arbeit nötigen Sprachkenntnisse anzueignen. 1666 bestand er die Prüfung zum „Kleinen Dolmetscher“ (ko-tsūji), zwanzig Jahre später wurde er zum „Großen Dolmetscher“ (ō-tsuji) befördert. Bis zum Jahr 1698 hatte er achtmal als „Jahresdolmetscher“ (nenban-tsūji) die Gesamtverantwortung für die reibungslose Sprachmittlung und alle in der Niederlassung tätigen Dolmetscher inne. Darüber hinaus nahm er neunmal als „Edo-Dolmetscher“ (Edoban-tsūji) an der Reise des Vertreters der Ostindien-Kompanie nach Edo (heute Tokio) teil, wo dieser jährlich einmal am Hofe des Shōgun den Dank der Kompanie für die Erlaubnis zum Handel in Japan abzustatten hatte.
Schon in jungen Jahren wirkte Narabayashi bei den Instruktionen zur Medizin mit, die europäische Chirurgen japanischen Lehnsärzten erteilten. Die von den Dolmetschern signierten Abschlussberichte über Therapieanweisungen, die Eigenschaften von Heilmitteln, Krankheitssymptome und medizinische Instrumente zeigen auch seinen Namen. Persönliche Kopien solcher Texte wurden in seiner Familie über viele Generationen hinweg gehütet. Unter anderem lernte er im Laufe der Jahrzehnte den Breslauer Chirurgen Hans Juriaen Hancke, die deutschen Apotheker Gottfried Haeck und Franz Braun, die niederländischen Chirurgen Daniel Busch und Willem Hoffman, die studierten Ärzte Dr. Willem ten Rhijne und Engelbert Kaempfer, den deutschen Gärtner George Meister sowie den deutschen Arzt und Kaufmann Andreas Cleyer kennen. Kaempfer verdankt Narabayashi zahlreiche Informationen, unter anderem zu den (eigentlich geheimen) religiösen Praktiken der Bergasketen Yamabushi.
Narabayashi unterhielt eine kleine Privatschule für westliche Medizin. Dank seiner engen Beziehungen zum medizinischen Personal der Handelsniederlassung Dejima, seines privilegierten Zugangs zu westlichen Büchern und seiner guten Sprachkenntnisse erstellte er Materialien, die von einigen seiner Schüler kopiert und verbreitet wurden. Seine bekannteste Schrift Kōi-geka sōden ('紅夷外科宗伝) nutzt besonders das „Armamentarium Chirurgicum“ des Johann Schultes (Scultetus) und die „Chirurgie“ von Ambroise Paré. Hier findet man Pflaster- und Salbenrezepte, Verfahren zur Behandlung vielerlei Wundtypen, Luxationen, Prellungen, dazu die Herstellung von Heilölen, Abbildungen von Instrumenten, Wundverbänden, Destillationsvorrichtungen u. a. m. Manches davon floss später in das 1769 von Irako Mitsuaki/Kōgen (伊良子光顕) publizierte „Bildlexikon der Chirurgie“ (Geka kinmōzui, 外科訓蒙図彙) ein. Narabayashi hatte wahrscheinlich die Publikation seines Manuskripts geplant, denn das Vorwort schrieb der bedeutende Neokonfuzianer und Naturkundler Kaibara Ekiken, zu dem er offenbar enge Beziehungen pflegte. Es kam allerdings nicht mehr zum Druck. Dennoch kursierte die Schrift in handschriftlichen Kopien unter den Ärzten des Landes – teils mit, teils ohne Illustrationen, teils in Heftform, die Abbildungen auch in der Form von Bildrollen.
Im November 1697 trat der Faktoreileiter Pieter de Vos sein Dienstjahr auf der Handelsstation Dejima an. Schon bald kam es zu Reibereien und Konflikten. Der erfahrene, inzwischen knapp 50 Jahre alte Narabayashi bemühte sich um Ausgleich und die Beruhigung der Lage. Doch damit weckte er beim Nagasaki-Gouverneur den Verdacht der Konspiration. Zunächst unter Hausarrest gestellt, wurde er im Januar 1699 vom neuen Gouverneur aus dem Dienst entlassen.
Narabayashi Chinzans Ruf als Kenner der westlichen Medizin verbreitete sich bis an den fernen Hof des Shōgun. Als ihn die Regierung 1708 nach Edo berufen wollte, nahm er jedoch unter Hinweis auf seinen Entlassungsgrund davon Abstand.
Auch seine Nachfahren spielten bis zum Ende der Edo-Zeit eine wichtige Rolle in der Vermittlung der westlichen Medizin nach Japan.

## Schriften
- Kōi Geka Sōden. (紅夷外科宗伝) (Digitalisat der Universität Nagasaki); (Digitalisat Geka Sōden im National Institute of Japanese Literature)